# Norvège au Concours Eurovision de la chanson 1965
La Norvège participe au Concours Eurovision de la chanson 1965 le 20 mars à Naples, en Italie. C'est la 6e participation norvégienne au Concours Eurovision de la chanson.
Le pays est représenté par la chanteuse Kirsti Sparboe et la chanson Karusell, sélectionnées par la Norsk rikskringkasting au moyen du Melodi Grand Prix.

## Sélection

### Melodi Grand Prix 1965
Le radiodiffuseur norvégien, la Norsk rikskringkasting (NRK, « Société de radiodiffusion norvégienne »), organise l'édition 1965 du Melodi Grand Prix pour sélectionner l'artiste et la chanson représentant la Norvège au Concours Eurovision de la chanson 1965.
Le Melodi Grand Prix 1965, présenté par Odd Grythe (en), a lieu le 13 février 1965 aux studios de la NRK à Oslo.

#### Finale
Cinq chansons et sept artistes participent au Melodi Grand Prix 1965. Lors de la finale, chaque chanson est interprétée deux fois, la première avec un petit orchestre et la seconde avec un grand orchestre. Les chansons sont toutes interprétées en norvégien, langue officielle de la Norvège.
Parmi les participants, on note Nora Brockstedt, représentante danoise lors des deux premières participations du Danemark à l'Eurovision, en 1960 et Eurovision 1961.
| Ordre | 1er interprète   | 2e interprète    | Chanson                     | Traduction                      | Points | Place |
| ----- | ---------------- | ---------------- | --------------------------- | ------------------------------- | ------ | ----- |
| 1     | Nora Brockstedt  | Grynet Molvig    | Med lokk og lur             | Avec un couvercle et de la ruse | 5 104  | 2     |
| 2     | Jan Høiland (en) | Per Asplin (en)  | Jeg har en øy               | J'ai une île                    | 404    | 5     |
| 3     | Kirsti Sparboe   | Kirsti Sparboe   | Karusell                    | Carousel                        | 9 886  | 1     |
| 4     | Per Asplin       | Ivar Medaas (en) | Jenteord                    | Paroles d'une fille             | 1 349  | 4     |
| 5     | Grynet Molvig    | Nora Brockstedt  | Bare det aller, aller beste | Seulement le meilleur           | 1 544  | 3     |

Lors de cette sélection, c'est la chanson Karusell interprétée par Kirsti Sparboe qui fut choisie. À l'Eurovision, l'interprète est accompagné du chef d'orchestre Øivind Bergh (en).

## À l'Eurovision
Chaque jury national attribue un, trois ou cinq points à ses trois chansons préférées.

### Points attribués par la Norvège
| 5 points | Pays-Bas    |
| 3 points | Luxembourg  |
| 1 point  | Royaume-Uni |

### Points attribués à la Norvège
| 5 points | 3 points | 1 point    |
| -------- | -------- | ---------- |
|          |          | - Autriche |

Kirsti Sparboe interprète Karusell en 7e position, suivant l'Autriche et précédant la Belgique.
Au terme du vote final, la Norvège termine 13e, à égalité avec le Portugal, sur les 18 pays participants, ayant reçu 1 point au total qui provient du jury autrichien,.